# Lijst van rijksmonumenten in Gapinge
De plaats Gapinge telt 8 inschrijvingen in het rijksmonumentenregister. Hieronder een overzicht.
| Object                                             | Oorspronkelijke functie?  | Bouwjaar                   | Architect | Locatie                        | Coördinaten?                  | Nr.?   | Afbeelding                                |
| -------------------------------------------------- | ------------------------- | -------------------------- | --------- | ------------------------------ | ----------------------------- | ------ | ----------------------------------------- |
| Mariakerk                                          | Kerk en kerkonderdeel     | 15e eeuw (ingebruikname)   |           | Dorpsstraat 25                 | 51° 32' 39" NB, 3° 37' 32" OL | 37011  | Meer afbeeldingen                         |
| De Graanhalm                                       | Industrie- en poldermolen | 1896                       |           | Dorpsstraat 1                  | 51° 32' 47" NB, 3° 37' 45" OL | 37012  | Meer afbeeldingen                         |
| Vliedberg                                          | Omwalling                 |                            |           | Vliedberg, Snouck Hurgronjeweg | 51° 32' 60" NB, 3° 37' 45" OL | 37013  | Upload foto                               |
| Orgel in de Gereformeerde kerk                     | Vanwege onderdelen kerk   | derde kwart 18e eeuw       |           | Dorpsstraat 7                  | 51° 32' 45" NB, 3° 37' 38" OL | 37014  | Upload foto                               |
| Terrein waarin een vluchtberg/kasteelberg          | Archeologisch monument    | 10e - 13e eeuw             |           | Snouck Hurgronjeweg            | 51° 32' 60" NB, 3° 37' 45" OL | 46008  | Terrein waarin een vluchtberg/kasteelberg |
| Terrein waarin een vluchtberg/kasteelberg          | Archeologisch monument    | 10e - 13e eeuw             |           | Schellachse Weg                | 51° 32' 32" NB, 3° 37' 38" OL | 46009  | Upload foto                               |
| Terrein waarin overblijfselen van een nederzetting | Archeologisch monument    | vermoedelijk 9e - 10e eeuw |           | Dorpsstraat/Schellachseweg     | 51° 32' 39" NB, 3° 37' 32" OL | 46013  | Upload foto                               |
| Duiventil                                          | Tuin, park en plantsoen   | 1900-1930                  |           | Dorpsstraat bij 1              | 51° 32' 48" NB, 3° 37' 44" OL | 507838 | Upload foto                               |